# Rezerwat przyrody Piotrowe Pole
Rezerwat przyrody Piotrowe Pole – leśny rezerwat przyrody utworzony w 2000 r. na terenie gminy Iłża. Znajduje się w pobliżu wsi Piotrowe Pole. Zajmuje powierzchnię 1,90 ha.
Celem ochrony jest zachowanie grądu wysokiego ze starodrzewem modrzewia polskiego i europejskiego. Wiek starodrzewu szacuje się na 193 lata. Inne gatunki drzew występujących na terenie rezerwatu to buk, grab i dąb.